# Maarten van der Weijden
Maarten van der Weijden (Alkmaar, 31 marzo 1981) è un ex nuotatore olandese.

## Palmarès
- Olimpiadi

Pechino 2008: oro nei 10km.
- Mondiali in acque libere

Siviglia 2008: oro nei 25 km e bronzo nei 5 km.

## Riconoscimenti
- Sportivo olandese dell'anno (2008)
- LEN Award: 2008
- Open Water Swimmer of the Year: 2008